# Картахена (мини-футбольный клуб)
Джимби Картахена Коста Калида (исп. Jimbee Cartagena Costa Cálida) — испанский мини-футбольный клуб из города Картахена. Основан в 1993 году.
Играет в Почётном дивизионе с сезона 1998—99. Высших достижений добился в сезонах 2005-06 и 2006-07, заняв соответственно третье и второе место в регулярном чемпионате. В плей-офф сезона 2005-06 дошёл до финала, где уступил «Эль-Посо». В те годы команда выступала под названием «Полярис Уорлд Картахена» (исп. Polaris World FS Cartagena), и за неё играли такие звёзды мирового мини-футбола как Мануэль Тобиас, Ленисио, Сисо и Торрас.

## Достижения
- Чемпион Испании (1): 2023/24
- Финалист Почётного Дивизиона (1): 2005/06
- Финалист Королевского кубка Испании (2): 2023, 2024
- Победитель Суперкубка Испании (1): 2024
- Победитель Кубка Президента Федерации футбола Мурсии (3): 2019/20, 2022/23, 2023/24

## Бывшие известные игроки
| - Висентин - Кристиан - Ленисио - Марсело - Ороль |  | - Серхио Лосано - Сисо - Мануэль Тобиас - Торрас - Франклин |